# Aeroportul Internațional Harbin Taiping
Aeroportul Internațional Harbin Taiping (IATA: HRB, ICAO: ZYHB) este un aeroport din Heilongjiang, Republica Populară Chineză ce deservește zona Harbin. Aeroportul a fost tranzitat în 2022 de 9.496.490 de pasageri. A fost numit după zona deservită.
Situat la o altitudine de 139 m, aeroportul dispune de 1 pistă. Este operat de Civil Aviation Administration of China⁠(d).

## Infrastructură

### Piste
Aeroportul dispune de o singură pistă. Pista 05/23 are suprafața de asfalt și dimensiunile 3.200 m × 45 m. 